# Eulasia bodemeyeri
Eulasia bodemeyeri är en skalbaggsart som beskrevs av Rudolph Petrovitz 1965. Eulasia bodemeyeri ingår i släktet Eulasia och familjen Glaphyridae. Inga underarter finns listade i Catalogue of Life.